# Laëtitia Milot
Laëtitia Milot (Limoges, 5 de julio de 1980) es una actriz, modelo y escritora francesa.
Es conocida por su papel de Mélanie Rinato en la popular telenovela Plus belle la vie.
Participó en la cuarta temporada de Danse avec les stars y terminó en 3.º lugar.

## Infancia y educación
Laëtitia Milot nació el 5 de julio de 1980 de padre militar y madre enfermera.  Originaria de Limoges, en Alto Vienne, pasó su infancia en la vecina localidad de Saint-Gence. Estudió en la sección de estudios deportivos en los conservatorios de Tours (1990-1994) y luego en Aix-en-Provence (1994-1997).
De 2001 a 2002, formó parte de un grupo de teatro de la Compagnie du Ruban vert.
De 2002 a 2004, asistió al conservatorio del distrito 18 de París y luego al Cours Florent.

## Carrera

### Primeras apariciones en televisión
En el año 2000 trabajó en una productora que se ocupaba del público de los espectáculos. Así es como el 20 de abril de 2000 ocupó su lugar en el último minuto entre el público del programa Tout le monde en parle, cuando el presentador del programa Thierry Ardisson descubrió que no había suficientes mujeres entre el público. Luego Ardisson, creyendo también que el decorado carecía de feminidad, incluso la invitó a unirse a sus invitados Laurent Gerra y Richard Anconina.

### Actriz y presentadora
Comenzó su carrera en el año 2000 en Toute la ville en parle, y continuó con pequeños papeles en series y películas.
En 2002, protagonizó una versión de El sueño de una noche de verano de William Shakespeare. 
En 2004, participó en un programa de telerrealidad (Opération séduction en M6) en el que interpretó el papel de «Camille», una tentadora que hace girar la cabeza de los hombres.
Interpretó el personaje de Mélanie Rinato, que trabaja en el bar Mistral con Roland y Thomas Marci, en la telenovela Plus belle la vie, en France 3, entre el segundo episodio de agosto de 2004 y febrero de 2018.
En 2008, actuó en Empreintes du temps, documental-ficción, en la obra À la way de…, dirigida por Richard Guedj, así como el papel de Cora en SOS 18.
Desde el 25 de mayo de 2010, conduce el programa paranormal Ghost Adventures en la versión francesa del canal Syfy.
En 2011, actuó junto a Michel Galabru en una adaptación teatral de El pan y el perdón transmitida en vivo por France 2.
También apareció en la serie Enquêtes Réserves de France 3 y en La Crèche des hommes, una película para televisión de France 2, emitida en 2012.
En junio de 2015, su novela On se retrouvera fue adaptada y transmitida por TF1. Ella interpreta a Margot, el papel principal. La película para televisión fue un éxito de audiencia para TF1, superando los 7 millones de espectadores.
En diciembre de 2018, fue encontrada como la heroína de una película navideña para televisión titulada Un bébé pour Noël.
El 17 de octubre de 2019 en TF1, fue la heroína de la serie Olivia, protagonizada por Samy Naceri.

### Música
El 26 de septiembre de 2019, fue invitada como cantante en el sencillo Loin d'ici, del tenor Vincent Niclo.

### Televisión

#### Danse avec les stars
En otoño de 2013, participó en la cuarta temporada del programa Danse avec les stars (la versión francesa de Bailando con las estrellas) en TF1, junto al bailarín Christophe Licata, y terminó tercera en el concurso.

#### Otras participaciones
En 2007, fue presentadora del concurso de talentos estadounidense, The Starlet, un programa tipo Nouvelle Star pero con actores profesionales, en W9.
En 2013 participó en el programa Fort Boyard de France 2, para la asociación Rose, que apoya a las mujeres víctimas de cáncer.
En mayo de 2015, participó en la versión francesa de Atrapa los millones, en TF1, junto a Cartman.
El 4 de julio de 2015 participó en el prime time Les 12 coups de Midi presentado por Jean-Luc Reichmann.
El 9 de julio de 2016 participó por segunda vez en Fort Boyard, esta vez para la asociación EndoFrance.
En septiembre de 2022 participó en la cuarta temporada de Mask Singer en TF1.
El 2 septembre 2023, participó nuevamente en Fort Boyard como capitana del equipo de la asociación EndoFrance.

### Literatura
En 2010 se publicó su libro autobiográfico, escrito con la colaboración de Johana Lagunas, titulado Je voulais te dire, donde relata su drama que la condicionó a esta elección de vida y sus increíbles batallas para convertirse en actriz, a través de entrevistas, secretos sobre sus gustos y fotografías inéditas que revelan otra faceta de la actriz.
En 2013 publicó su primera novela, On se retrouvera (Fayard), escrita de nuevo con la colaboración de Johana Lagunas, ahora bajo el nombre de Johana Gustawsson (su apellido de casada). Es un thriller oscuro donde aborda dos temas que le interesan especialmente: la violencia contra las mujeres, en particular mediante la violación, pero también la búsqueda de identidad.  Pronto, la novela On se retrouvera sería adaptada a un telefilme por TF1.
En 2016 publicó su tercer libro Le bébé, c'est pour quand ?, publicado por éditions Michel Lafon, donde relata su lucha por ser madre y revela su vida con endometriosis, enfermedad que le impidió por mucho tiempo concebir un hijo.
En 2017 publicó su segunda novela, Liés pour la vie, con Plon.
En 2018 publicó Mi clave para la felicidad con éditions First donde da su testimonio sobre los secretos de la felicidad cotidiana.
En 2021, publicó Sélia con Plon, la historia de una cantante que desea relanzar su carrera participando en una ambiciosa comedia musical, «Las mil y una noches». Se topa con secretos familiares y obstáculos aparentemente imposibles.

### Modelaje y publicidad
Ha sido modelo de lencería y ha posado especialmente para la marca Aubade, la revista FHM que la nombró Miss lingerie en 2003 y Les p'tites Bombes en 2008 que la convirtió en su musa.
En 2008 creó su línea de ropa en colaboración con LPB, de la que es musa desde 2006.
En 2009, apareció en un anuncio televisivo de la marca de cosméticos Le Petit Olivier, de la que era rostro.
En 2011, prestó su imagen a una marca de desodorantes, Rexona Women.

## Vida privada
El 30 de junio de 2007 se casó con Badri Menaia, su compañero desde la muerte de su expareja Yannis a causa de un cáncer en 2001.
En 2013, reveló que tenía endometriosis, enfermedad por la que había sido operada un año antes y no sabía si algún día podría tener hijos.
El 14 de noviembre de 2017 anunció que tenía tres meses de embarazo. Dio a luz a una niña llamada Lyana el 14 de mayo de 2018.

## Publicaciones
- Je voulais te dire (en francés). París: Éditions Florent-Massot. 2010. ISBN 978-2-916546-46-9. Con la colaboración Johana Lagunas.
- On se retrouvera (en francés). París: Fayard. 2013. ISBN 978-2-213-67725-5. Con la colaboración de Johana Gustawsson.
- Le bébé, c'est pour quand ?. París: Éditions Michel Lafon. 2016. ISBN 978-2-7499-2857-9.
- Liés pour la vie. París: Plon. 16 de noviembre de 2017. ISBN 978-2-259-25335-2.
- Ma clé du bonheur. París: Éditions First. 2018. ISBN 978-241-203871-0.
- Sélia. París: Plon. 2021. ISBN 978-2-259-25336-9.

Su novela Liés pour la vie fue adaptada a un telefilme por TF1 en agosto de 2020.

## Lectura adicional
- Chuc, Nathalie (19 de noviembre de 2017). «La femme de la semaine : Laëtitia Milot». TV Magazine (en francés) (Le Figaro): 6.
- Chuc, Nathalie (20 de mayo de 2018). «Laëtitia Milot : Future maman, l'actrice est l'héroïne de la fiction romantique Coup de foudre à Bora Bora sur TF1». TV Magazine (en francés) (Le Figaro): 4.

- Datos: Q3269966
- Multimedia: Laëtitia Milot / Q3269966